# Dziaduszyce
Dziaduszyce – wieś w Polsce położona w województwie małopolskim, w powiecie miechowskim, w gminie Słaboszów.
W latach 1975–1998 miejscowość administracyjnie należała do województwa kieleckiego.
W Dziaduszycach znajdują się szkoła podstawowa i gimnazjum, a także ośrodek zdrowia. W latach 90. XX wieku wysiłkiem lokalnej społeczności wybudoway został budynek pełniący funkcje artystyczne oraz usługowe tzw. remiza. We wrześniu 2007 roku oddano do użytku nowoczesną halę sportową dla potrzeb uczniów tutejszych szkół.